# Peter Brüseke
Peter Brüseke (* 6. Januar 1947; † 16. Juli 2018) war ein deutscher SPD-Politiker. Er war ehrenamtlicher und hauptamtlicher Bürgermeister der westfälischen Kreisstadt Soest.

## Leben
Peter Brüseke war verheiratet und hatte zwei Töchter. 
Nach dem Abitur am Aufbaugymnasium in Unna studierte er für das Lehramt an Grund- und Hauptschulen. Er unterrichtete als Lehrer in Lippstadt und war Konrektor der Johannes-Grundschule in Soest.

## Werdegang

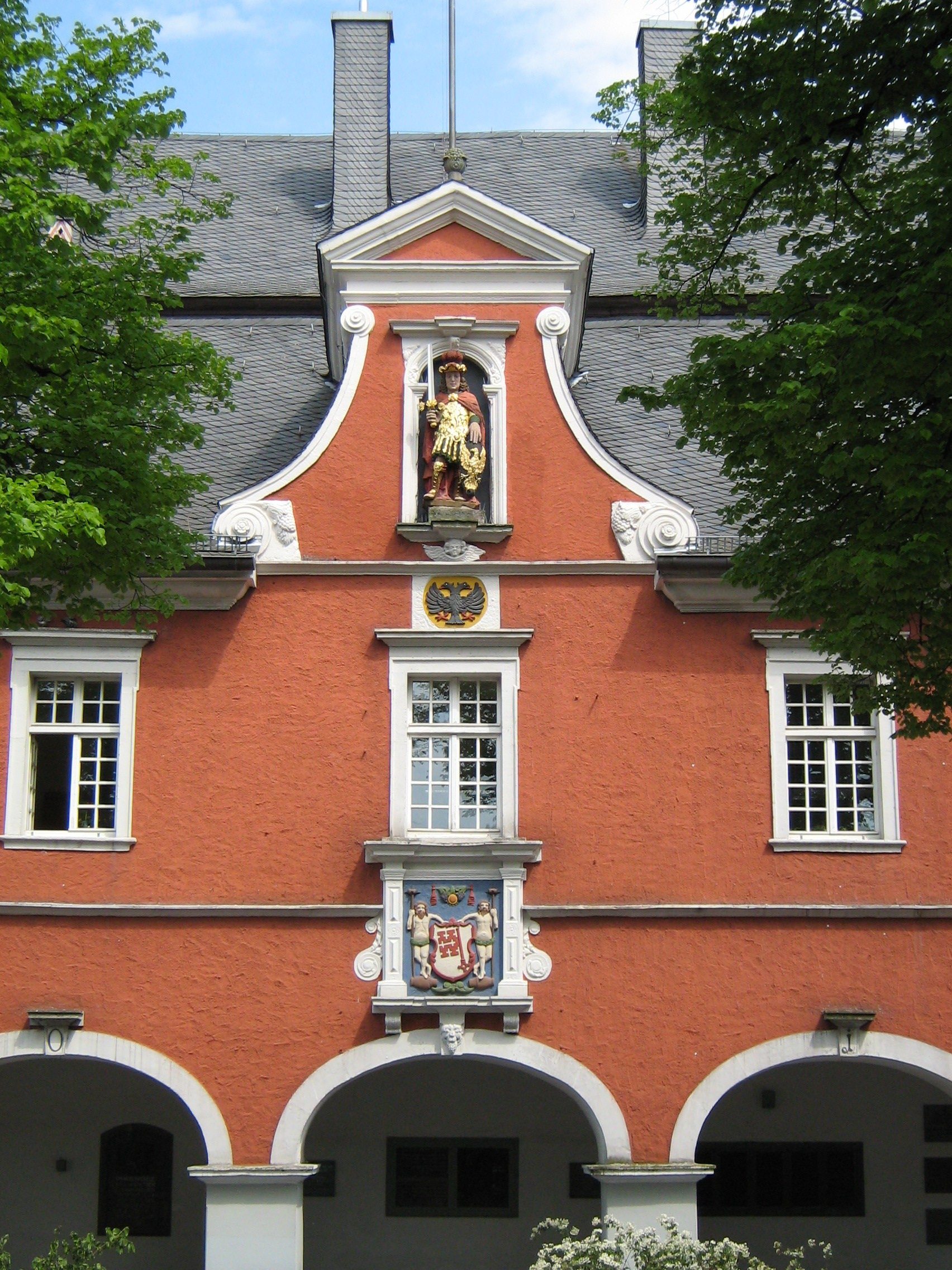
Soester Rathaus (2008)

Peter Brüseke gehörte dem Rat der Stadt Soest von 1975 bis 1999 und von 2009 bis 2014 an. Von 1989 bis 1995 war er ehrenamtlicher und danach von 1995 bis 1999 der erste hauptamtliche Bürgermeister der Stadt Soest. Von 1999 bis zu seinem Tod war er Mitglied des Kreistages des Kreises Soest und dort in verschiedenen Ausschüssen tätig.
In seinem Wohnort, dem Ortsteil Meckingsen, war er von 1979 bis 1985 und von 2004 bis 2009 Ortsvorsteher.

## Engagement
In zahlreichen Gremien engagierte sich Peter Brüseke. Im Jahr 1972 trat er der SPD bei. Von 2005 bis 2010 war er Vorsitzender des SPD-Ortsvereins Soest. 
Seit 1995 gehörte er der Ingrid-Kipper-Stiftung an.
Im Jahr 1976 war er das erste Jägerken von Soest. 
Für seinen Einsatz wurde er 1985 mit dem Ehrenring der Stadt Soest ausgezeichnet.